# Bazoges-en-Pareds
Bazoges-en-Pareds ist eine französische Gemeinde mit 1.161 Einwohnern (Stand: 1. Januar 2022) im Département Vendée in der Region Pays de la Loire; sie gehört zum Arrondissement Fontenay-le-Comte und zum Kanton La Châtaigneraie. Die Einwohner werden Bazogeais genannt.

## Geographie
Bazoges-en-Pareds liegt etwa 39 Kilometer östlich von La Roche-sur-Yon. Umgeben wird Bazoges-en-Pareds von den Nachbargemeinden Tallud-Sainte-Gemme im Norden, Mouilleron-en-Pareds im Osten, Saint-Maurice-le-Girard im Osten und Südosten, Rives-du-Fougerais im Süden und Südosten, La Caillère-Saint-Hilaire im Süden, La Jaudonnière im Westen und Südwesten, Chantonnay im Westen sowie Sigournais im Nordwesten.

## Bevölkerungsentwicklung
| Jahr                       | 1962 | 1968 | 1975 | 1982 | 1990 | 1999 | 2006 | 2017 |
| Einwohner                  | 1507 | 1387 | 1180 | 1097 | 987  | 1053 | 1126 | 1153 |
| Quellen: Cassini und INSEE |      |      |      |      |      |      |      |      |

## Sehenswürdigkeiten
- Kirche aus dem 12. Jahrhundert
- Donjon aus dem 14. Jahrhundert

Siehe auch: Liste der Monuments historiques in Bazoges-en-Pareds

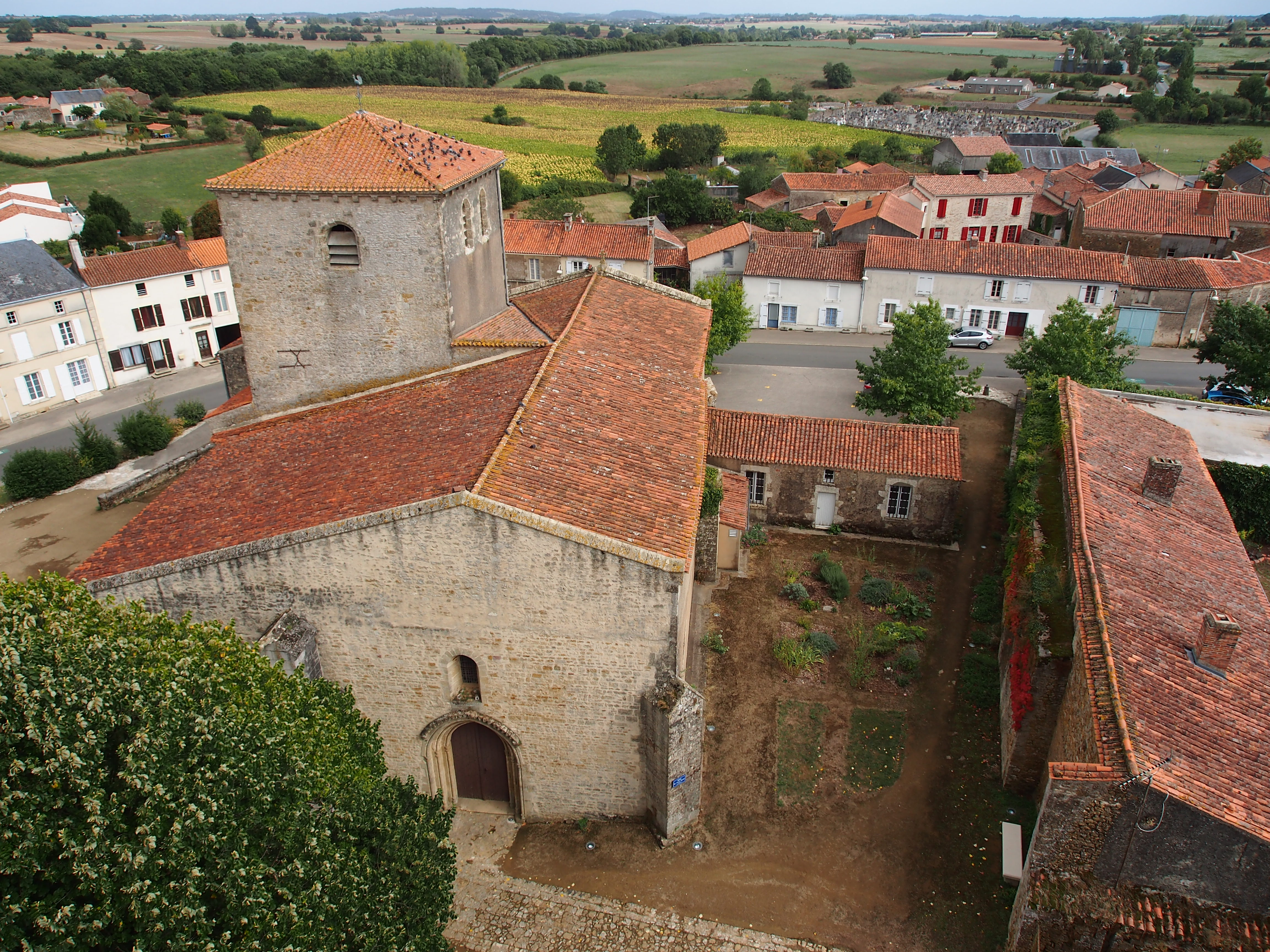
Kirche
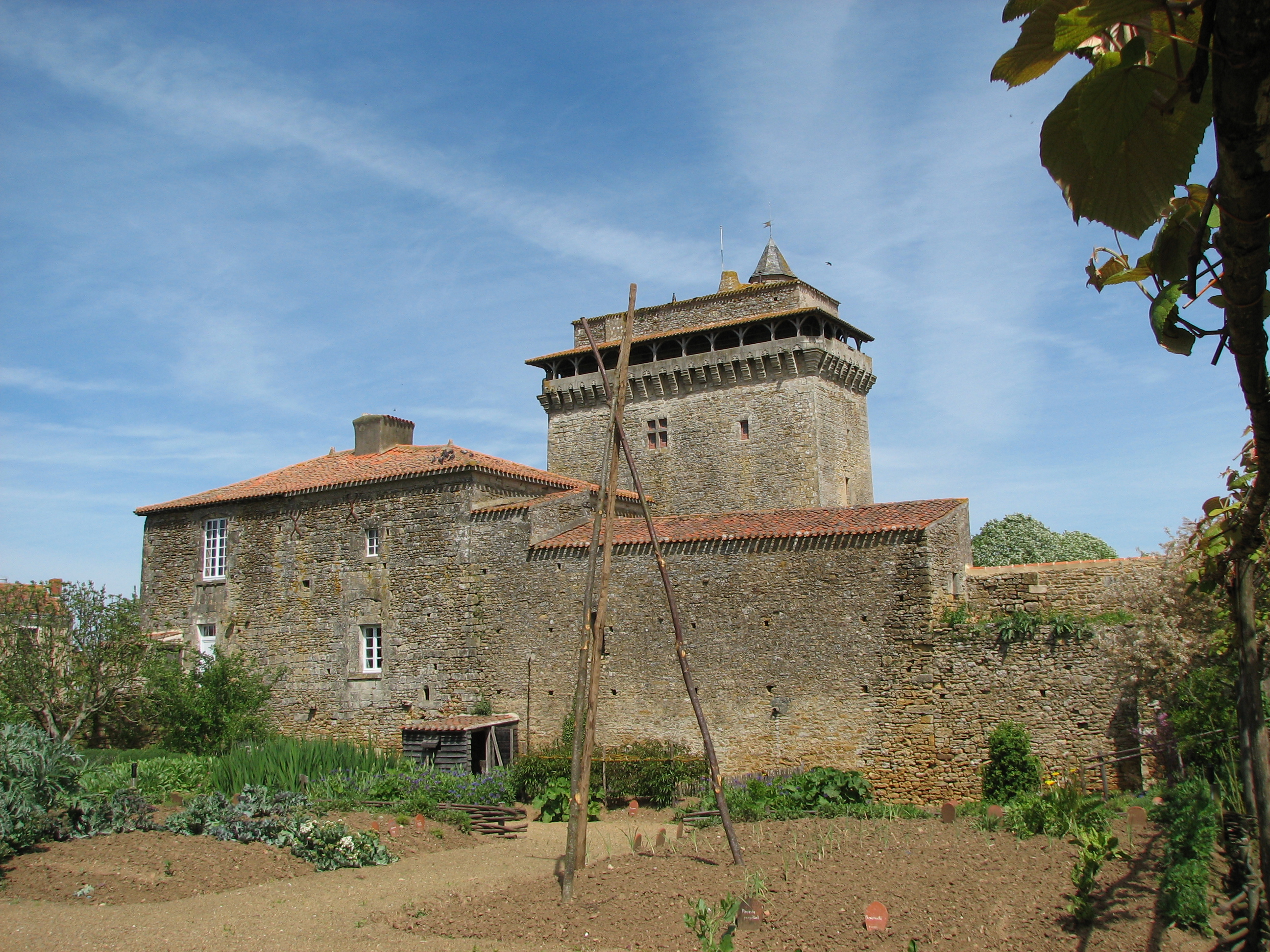
Burg mit Donjon